# Coppa Italia 2005-2006 (hockey su ghiaccio)
Nella stagione 2005/06 - che prevedeva tre gironi di andata e ritorno per il numero esiguo di squadre iscritte - c'è stato un cambiamento di formula rispetto alla consueta final-four: la finale della Coppa Italia in questa stagione si è svolta in gara unica tra la prima e la seconda classificata al termine del secondo girone di andata e ritorno.
Gara Unica - 8 gennaio 2006
HC Milano Vipers - HC Cortina 3-0.
 L'Hockey Club Junior Milano Vipers si è aggiudicata per la terza volta il trofeo.